# Brzozów Stary
Brzozów Stary – wieś w Polsce położona w województwie mazowieckim, w powiecie sochaczewskim, w gminie Iłów. Ma status sołectwa.

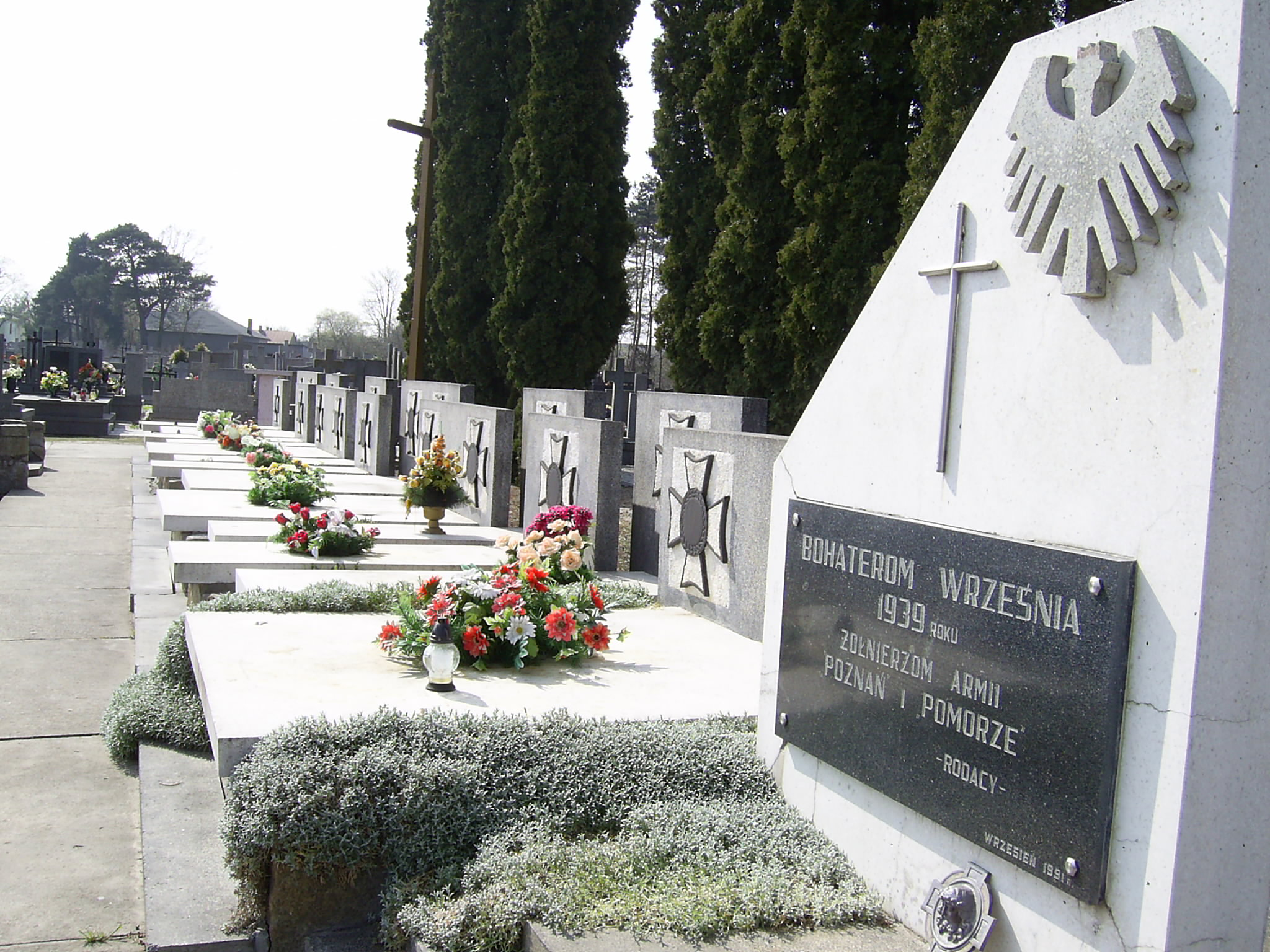
Pomnik armii "Poznań" i "Pomorze" znajdujący się na cmentarzu w Brzozowie Starym

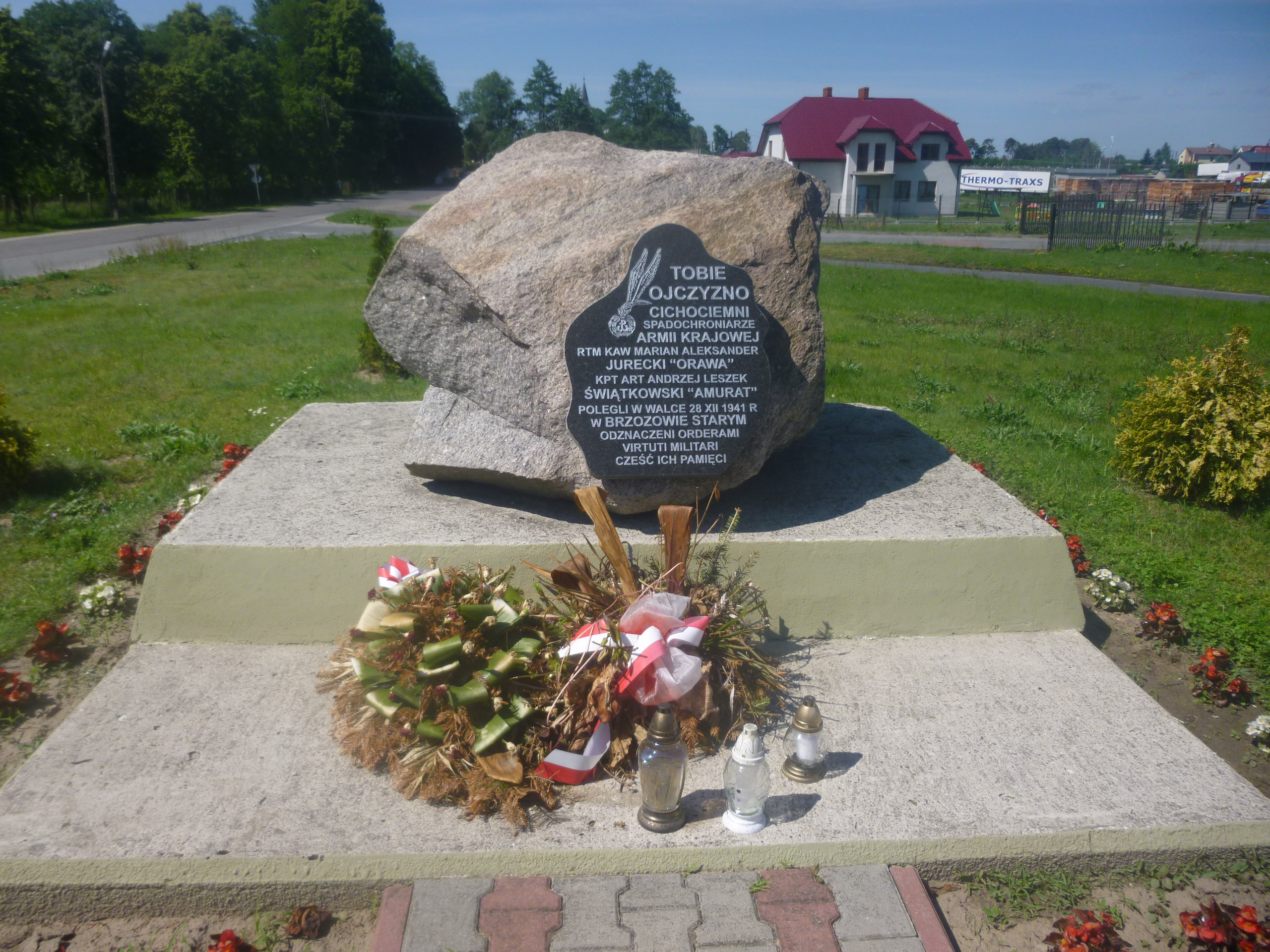
Pomnik cichociemnych

W latach 1975–1998 miejscowość administracyjnie należała do województwa płockiego.
Miejscowość Brzozów pochodzi od nazwiska starego rodu szlacheckiego Brzozowski (hrabia papieski) herbu Bylina. O zacności rodu świadczy fakt, iż herb Bylina pochodzi z okresu panowania króla z dynastii Piastów i powstał na przełomie XI/XII wieku. Herbem pieczętowało się 15 rodów. Jak głoszą stare księgi, jeden z rodu z niesłychanej siły słynął: „Marcin Brzozowski z Ziemi Gostyńskiej z beczką piwa pełną tańcował”.

## II wojna światowa
Brzozów Stary jest miejscem, gdzie zginęli pierwsi cichociemni na polskiej ziemi. Zrzut miał miejsce w nocy 27/28 XII 1941 – akcja nosiła kryptonim „Jacket”.

Osoby przerzucone do kraju podczas tego zrzutu:

dowódca por. naw. Mariusz Wodzicki

rtm. Marian Jurecki "Orawa"

mjr dypl. Maciej Kalenkiewicz "Kotwicz"

kpt. Alfred Paczkowski "Wania"

kpt. Andrzej Świątkowski "Amurat"

ppor. Tadeusz Chciuk "Celt" – kurier Delegatury Rządu na Kraj

kpr. Wiktor Strzelecki "Buka" – kurier Delegatury Rządu na Kraj
W walce z Niemcami nazajutrz po skoku zginęli rtm. Marian Jurecki "Orawa" i por. inż. arch. Andrzej Świątkowski "Amurat".
Podczas tego zrzutu zostały do kraju przerzucone osoby, które dostarczyły plan wykonania sztandaru dla 1 Samodzielnej Brygady Spadochronowej.